# Backhousia
Backhousia is een geslacht uit de mirtefamilie (Myrtaceae). De soorten komen voor in Oost-Australië.

## Soorten
- Backhousia angustifolia F.Muell.
- Backhousia bancroftii F.M.Bailey & F.Muell.
- Backhousia citriodora F.Muell.
- Backhousia enata A.J.Ford, Craven & J.Holmes
- Backhousia gundarara M.D.Barrett, Craven & R.L.Barrett
- Backhousia hughesii C.T.White
- Backhousia kingii Guymer
- Backhousia leptopetala (F.Muell.) M.G.Harr.
- Backhousia myrtifolia Hook. & Harv.
- Backhousia oligantha A.R.Bean
- Backhousia sciadophora F.Muell.
- Backhousia subargentea (C.T.White) M.G.Harr.
- Backhousia tetraptera Jackes

... · 
Acmena · 
Actinodium · 
Agonis · 
Allosyncarpia · 
Aluta · 
Angophora · 
Astartea · 
Astus · 
Babingtonia · 
Baeckea · 
Callistemom · 
Calytrix · 
Chamelaucium · 
Corymbia · 
Corynanthera · 
Cyathostemon · 
Darwinia · 
Enekbatus · 
Ericomyrtus · 
Eucalyptus (Eucalyptus) · 
Eugenia · 
Euryomyrtus · 
Feijoa · 
Homalocalyx · 
Homoranthus · 
Hypocalymma · 
Lamarchea · 
Leptospermum · 
Lophomyrtus · 
Malleostemon · 
Metrosideros · 
Micromyrtus · 
Myrceugenia · 
Myrciaria · 
Myrtus (Mirte) · 
Ochrosperma · 
Osbornia · 
Pileanthus · 
Pimenta · 
Psidium · 
Rinzia · 
Sannantha · 
Scholtzia · 
Syzygium · 
Thryptomene · 
Triplarina · 
Tristaniopsis · 
Verticordia · 
Waterhousea · 
Xanthostemon · 
...